# Сибискит (филм)
Сибискит (енгл. Seabiscuit) је амерички филм из 2003. године, снимљен по роману Сибискит: Америчка легенда Лоре Хиленбранд. Главне улоге играју: Тоби Магвајер, Џеф Бриџиз, Вилијам Х. Мејси и Крис Купер.

## Радња
Почетком 20. века, када Америка улази у доба аутомобила, Чарлс С. Хауард отвара продавницу бицикала у Сан Франциску. Ускоро продаје аутомобиле, постајући највећи продавац аутомобила у Калифорнији и један од најбогатијих људи у области залива. У јеку Велике депресије, породица Канађанина Џона „Реда“ Поларда је финансијски уништена, а он је послат да живи са тренером коња. Године пролазе и Полард постаје џокеј, али га аматерски бокс оставља слепим на једно око.
Након што њихов мали син погине у саобраћајној несрећи, Хауардова жена га напушта. Разводи се у Мексику, где се Полард бори да остави траг као џокеј. Хауард упознаје и жени се Марселом Забалом. Када набави шталу тркачких коња, ангажује путујућег коњаника Тома Смита као свог тренера. Смит га убеђује да купи ждребе по имену Сибискит. Иако је унук великог Ратног човека и обучен од стране познатог Џејмса Е. Фицимонса, се сматра малим, лењим и неуправљивим. Смит је сведок Полардовог сличног темпераментног духа и унајмљује га као џокеја.
Под Смитовом иновативном обуком, Сибискит постаје најуспешнији тркачки коњ на западној обали и херој аутсајдера јавности. Хауард поставља изазов Семјуелу Д. Ридлу, власнику шампиона источне обале и ратног адмирала тркачког коња који је освојио троструку круну, али Ридл одбацује калифорнијске трке као инфериорне. У престижном Санта Анита Хендикеп-у, Сибискит преузима вођство, али Полардов ослабљен вид га спречава да примети још једног коња како се диже споља. Губивши за нос, Полард признаје своје делимично слепило Смиту.
Хауард изјављује да ће Полард остати џокеј и прикупља јавну подршку за меч трку са ратним адмиралом. Ридл се слаже, под условом да се тркају са ужетом и звоном уместо са стартном капијом. Са Сибискитом у неповољнијем положају, Смит тренира коња да се брзо поквари на звук звона. Како се трка приближава, Полард је тешко сломио ногу у несрећи при јахању. Обавештен да можда више никада неће ходати, а камоли да јаше, препоручује да његов пријатељ и вешти џокеј Џорџ Вулф јаше Сибискит саветујући га о руковању коњем и понашању из његовог болничког кревета.
Дуго очекивана „трка века“ привлачи распродану публику, са још 40 милиона људи који слушају радио. Сибискит рано води до даљег преокрета; пратећи Полардов савет, Вулф допушта Сибискиту да погледа Ратног адмирала у очи пре него што крене напред, а Пећир побеђује са четири дужине, одушевљавајући нацију. Неколико месеци касније, Сибискит је повредио ногу. Полард, који се још увек опоравља од сопствене повређене ноге, брине о коњу док обојица лече. Када је Сибискит довољно спреман да се поново трка, Хауард га враћа у хендикеп Санта Анита, али нерадо дозвољава Поларду да јаше и ризикује да се осакати доживотно. На наговор Вулфа и Марселе, Хауард попушта.
Полард, користећи само-направљени стезник за ноге, нађе себе и Сибискит суочених са Вулфом у трци. Сибискит пада далеко иза поља све док Вулф не повуче свог коња поред Поларда, омогућавајући Сибискиту да добро погледа свог коња. Уз Вулфово охрабрење, Сибискит јури напред и пропушта остале. Крећући се ка циљу неколико дужина унапред, Полард објашњава да прича о Морском пециву није само о тројици мушкараца који су поправили поквареног коња, већ да их је Сибискит поправио и, на неки начин, поправио један другог.

## Улоге
- Тоби Магвајер -Ред Полард
- Џеф Бриџиз - Чарлс С. Хауард
- Крис Купер - Том Смит
- Вилијам Х. Мејси - Тик Ток Маклохлин
- Елизабет Бенкс - Марсела Хауард
- Гари Стивенс - Џорџ Вулф
- Еди Џоунс - Самјуел Д. Ридл
- Карл М. Крејг - Кингстон Декер - Сам

## Приказивање
Светска премијера је била 22. јула 2003. године. На светској премијери су такође присуствовали Клои Севињи, Феј Данавеј, Абигејл Бреслин са братом Спенсером итд.
Дан пре светске премијере, филм је приказан у Белој кући. Приказивање се одвијало у соби за приказивање док се пријем одржао у приземном ходнику и соби Ист Гарден.

## Пријем
На Rotten Tomatoes-у, филм има оцену од 78% на основу 205 рецензија, са просечном оценом 7,1/10. Критички консензус веб-сајта гласи: „Епски третман личности која подиже дух у историји спорта који потврђује живот, иако сахарин“. На Метакритик-у, филм има просечну оцену од 72 од 100, на основу 43 критичара, што указује на „генерално повољне критике“.
Роџер Иберт дао је филму 3,5 звездице од 4 и написао: „Трке у филму су узбудљиве јер мора да буду узбудљиве; нема начина да филм пропусти то, али сценариста-редитељ Гери Рос и његов сниматељ Џон Шварцман се невероватно приближио радњи."

## Награде
Филм је номинован за седам Оскара, два Златна глобуса, Удружења филмских глумаца га је номиновало у две категорије, али није освојио ниједну награду.
- Оскар за најбољи филм: Кетлин Кенеди, Френк Машал и Гари Рос
- Оскар за најбољи адаптирани сценарио: Гари Рос по роману Лора Хиленбранд
- Оскар за најбољи уметнички дизајн: Џенин Клодија Опевал and Лесли А. Поуп
- Оскар за најбољу синематографију: Џон Шварцман
- Оскар за најбољи дизајн костима: Џудијана Маковски
- Оскар за најбољу монтажу: Вилијам Голденберг
- Оскар за најбоље мешање звука: Ана Белмер, Тод А. Мејтланд и Енди Нелсон
- Златни глобус за најбољи филм (драма) : Кетлин Кенеди, Френк Маршал и Гари Рос
- Златни глобус за најбољег споредног глумца у играном филму: Вилијам Х. Мејси
- Награда Удружења филмских глумаца за најбољег глумца у споредној улози: Крис Купер
- Награда Удружења филмских глумаца за најбољу филмску поставу: Елизабет Бенкс, Џеф Бриџиз, Крис Купер, Вилијам Х. Мејси, Тоби Магвајер, Гари Стивенс.